# 呼格
呼格（こかく、英: vocative [case]、羅: [casus] vocativus）は、名詞・形容詞の格の一つで、呼びかけに使われる。チェコ語では5格と呼ばれる場合がある。
ラテン語の例を以下に示す。
- Et tu, Brute! お前もか、ブルートゥス!（主格はBrutus）
- Quo vadis, domine? 主よ、いずこへ行き給う（主格はdominus）

呼格は早くから主格に吸収されていった。古典ギリシア語では、呼格が独立の格形を保持しているのは単数のみで、それも第一変化男性、第二変化男性・女性、第三変化男性・女性の一部のみである。ラテン語ではさらに減り、第二変化男性（まれに女性）単数のみとなる。
現代ではルーマニア語、ギリシア語、リトアニア語、スラヴ語派、ケルト語派などが呼格を保持しているが、堅い表現でない場合は呼格の代わりに主格で呼びかけるケースも多くなってきている。また、アラビア語やグルジア語、朝鮮語などの非インド・ヨーロッパ語族にも呼格がみられる。
呼格は文中の他の要素と直接関連をもたないため、これを格と認めることに懐疑的な意見もある。